# Stenophylax sequax
Stenophylax sequax är en nattsländeart som först beskrevs av Mclachlan 1875.  Stenophylax sequax ingår i släktet Stenophylax och familjen husmasknattsländor. Inga underarter finns listade i Catalogue of Life.